# サウスカロライナ州会議事堂

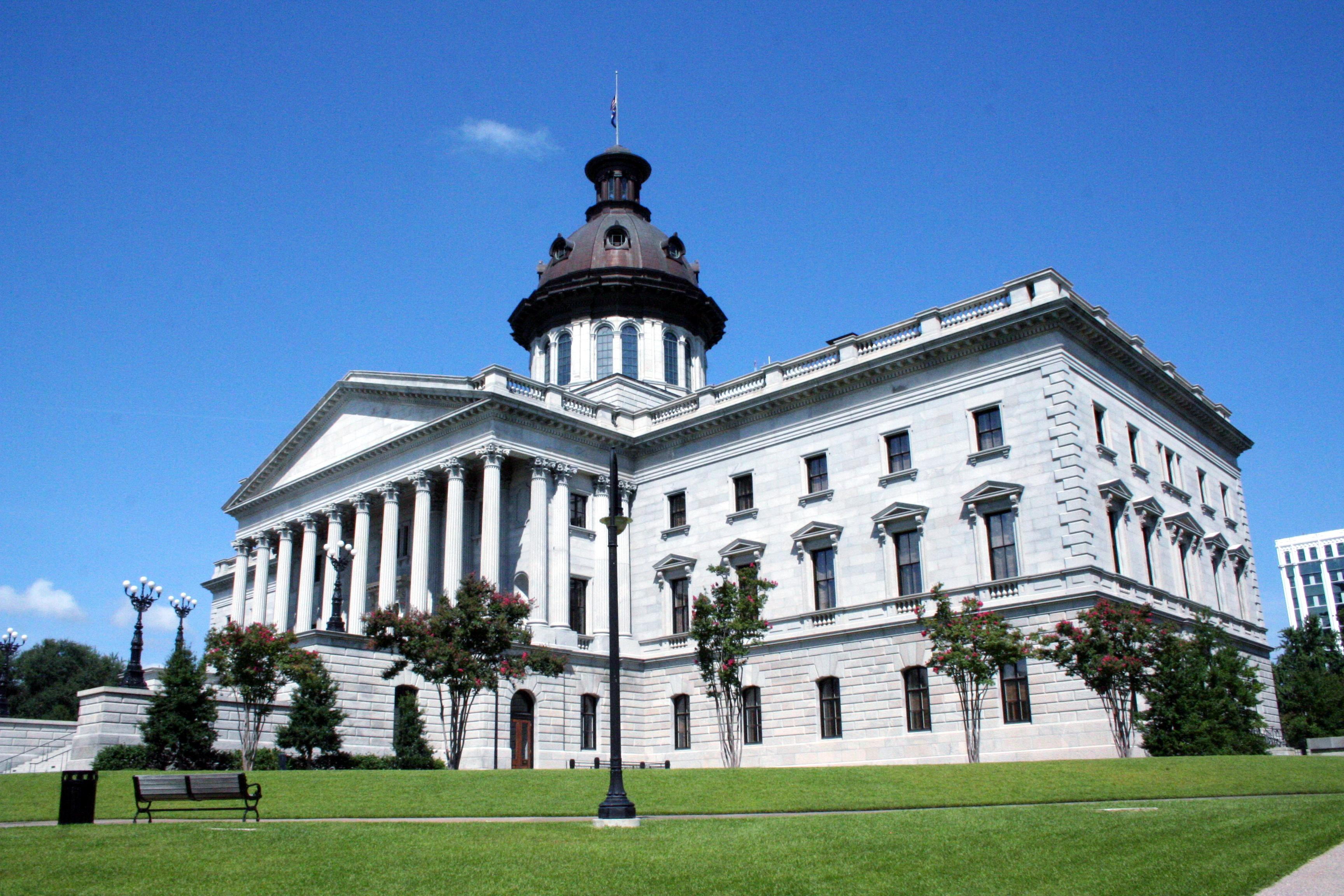
サウスカロライナ州会議事堂

サウスカロライナ州会議事堂（サウスカロライナしゅうかいぎじどう、South Carolina State House）は、アメリカ合衆国サウスカロライナ州の州都コロンビアに立地する同州議会の議事堂。サウスカロライナ州議会の上下両院の議場のほか、州知事室、および州副知事室が置かれている。庁舎は高さ54.9m、幅91.4m、奥行き30.5mで、約12,140m²の床面積を有している。このギリシア復古様式の庁舎は1976年に国定歴史建造物に指定された。
サウスカロライナ州会議事堂は、最初はウィーン出身のオーストリア系移民の建築家ヨハン・ニールンジーによって設計された。建設は1851年に始まったが、ニールンジーは詐欺行為と職務怠慢により解任された。その直後、建材や作業者に不審点が見られたため、それまでに建設されたものの大部分が取り壊された。再設計された議事堂の建設は1855年に始められたが、今度は南北戦争によって建設作業が大幅に遅れた。1865年にはウィリアム・シャーマン率いる北軍が2月17日にコロンビアの街を制圧したため、庁舎の建設作業が延期となった。北軍はコロンビアに建っていた公共の建築物をいくつか焼き払ったが、庁舎は焼き払われなかった。しかし、庁舎は大砲や近隣の建築物から出た煙による損害を受けた。
南北戦争が終わると、今度はレコンストラクションがもたらした貧困によって建設作業が遅れた。庁舎の主要部分が完成したのは着工から24年経った1875年であった。その後1888年から1891年にかけては、ニールンジーの息子であるフランク・ニールンジーが設計にあたり、内装のほとんどを完成させた。その後、設計は1900年にフランク・ミルバーンに、1905年にはチャールズ・ウィルソンに引き継がれた。最終的に庁舎が完成したのは1907年のことであった。この庁舎はその後、1959年と1998年の2回にわたって改修された。 
庁舎の敷地内にはいくつかの記念碑が立てられている。敷地の北側には南軍旗が掲げられた、サウスカロライナ州の南軍戦死者の慰霊碑が立っている。2000年のアメリカ合衆国大統領選挙において、1962年から州会議事堂のドームの上部に掲げられていたこのアメリカ南部連合の旗が論争の的となったため、この慰霊碑が立てられ、7月1日にこの旗はドームから降ろされて慰霊碑に移された。
2015年6月17日、チャールストンのエマニュエル・アフリカン・メソジスト監督教会で起きたヘイトクライムとみられる乱射事件で、犯人の白人青年が自らのウェブサイトで南軍旗とともに写るなど愛用していたことで、南部連合旗を巡る議論が再燃し、ニッキー・ヘイリー州知事は22日に「この象徴物が私たちをこれ以上分断することを許さない」と述べて州議会に議事堂前の南軍旗の撤去を承認するように求めた。州議事堂前の旗は27日に抗議活動家によって引きずりおろされる事態が起きた。
7月9日未明、州議会で軍旗を撤去する法律が94対20の賛成多数で可決され成立し、翌10日に撤去された。
また、敷地内にはアフリカ系アメリカ人の貢献と歴史を記念した碑や、南側のポルチコの南西に立っている、殉職したサウスカロライナ州法執行官の慰霊碑も立っている。また、サウスカロライナ州知事を務めたストロム・サーモンドおよびベンジャミン・ティルマンの像も敷地内に立てられている。